# Macronema lachlani
Macronema lachlani är en nattsländeart som beskrevs av Banks 1924. Macronema lachlani ingår i släktet Macronema och familjen ryssjenattsländor. Inga underarter finns listade i Catalogue of Life.

## Bildgalleri

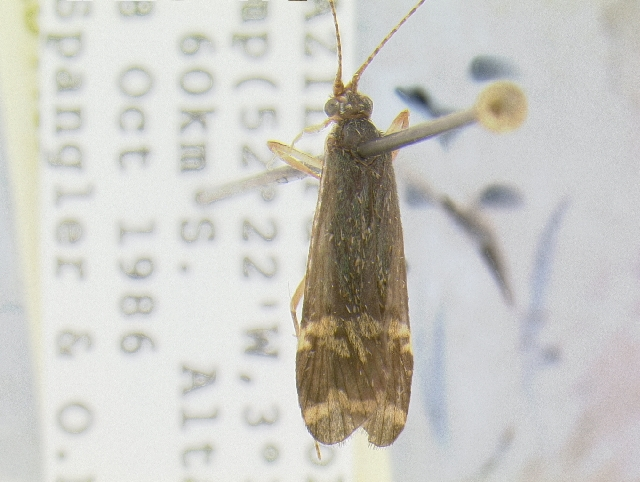